# Joseph C. McKibbin
Joseph Chambers McKibbin (* 14. Mai 1824 in Chambersburg, Franklin County, Pennsylvania; † 1. Juli 1896 im Charles County, Maryland) war ein US-amerikanischer Politiker. Zwischen 1857 und 1859 vertrat er den Bundesstaat Kalifornien im US-Repräsentantenhaus.

## Werdegang
Joseph McKibbin besuchte die öffentlichen Schulen seiner Heimat sowie danach zwischen 1840 und 1842 das Princeton College. Im Jahr 1849 zog er in das Sierra County in Kalifornien. Nach einem anschließenden Jurastudium und seiner 1852 erfolgten Zulassung als Rechtsanwalt begann er in Downieville in diesem Beruf zu arbeiten. Gleichzeitig schlug er als Mitglied der Demokratischen Partei eine politische Laufbahn ein. In den Jahren 1852 und 1853 gehörte er dem Senat von Kalifornien an.
Bei den staatsweit ausgetragenen Kongresswahlen des Jahres 1856 wurde McKibbin für den ersten Sitz von Kalifornien in das US-Repräsentantenhaus in Washington, D.C. gewählt, wo er am 4. März 1857 die Nachfolge von James William Denver antrat. Da er im Jahr 1858 nicht bestätigt wurde, konnte er bis zum 3. März 1859 nur eine Legislaturperiode im Kongress absolvieren. Diese war von den Ereignissen im Vorfeld des Bürgerkrieges geprägt.
Während des Bürgerkrieges diente McKibbin als Stabsoffizier im Heer der Union. Dabei stieg er bis zum Oberst auf. Nach dem Krieg ließ er sich in der Bundeshauptstadt Washington nieder, wo er als Unternehmer tätig wurde. 1883 erwarb er das Anwesen Marshall Hall in Maryland nahe Washington. Dort ist Joseph McKibbin am 1. Juli 1896 auch verstorben. Er wurde auf dem Nationalfriedhof Arlington in Virginia beigesetzt.